# Diocesi di Tampico
La diocesi di Tampico (in latino Dioecesis Tampicensis) è una sede della Chiesa cattolica in Messico suffraganea dell'arcidiocesi di Monterrey. Nel 2022 contava 944.000 battezzati su 1.014.000 abitanti. La sede è vacante.

## Territorio
La diocesi comprende 11 comuni nella parte meridionale dello stato messicano di Tamaulipas: Ciudad Madero, Tampico, Aldama, Altamira, González, Xicoténcatl, Gómez Farías, El Mante, Ocampo, Antiguo Morelos, Nuevo Morelos.
Sede vescovile è la città di Tampico, dove si trova la cattedrale dell'Immacolata Concezione di Maria Vergine.
Il territorio si estende su una superficie di 22.671 km² ed è suddiviso in 72 parrocchie.

## Storia
Il vicariato apostolico di Tamaulipas fu eretto il 13 agosto 1861 da papa Pio IX con il breve Ad futuram rei memoriam, ricavandone il territorio dalla diocesi di Linares o Nueva León (oggi arcidiocesi di Monterrey).
Con la bolla Apostolicam in universas del 12 marzo 1870 lo stesso Papa elevò il vicariato apostolico a diocesi, che contestualmente si ampliò con porzioni di territorio ricavate dall'arcidiocesi di Città del Messico e dalla diocesi di Tlaxcala (oggi arcidiocesi di Puebla de los Ángeles). La sede della diocesi, denominata diocesi di Ciudad Victoria o Tamaulipas (dioecesis Civitatis Victoriae seu Tamaulipana), fu inizialmente Ciudad Victoria, dove fungeva da cattedrale la basilica di Nostra Signora del Rifugio. Nel 1922 la residenza episcopale fu trasferita a Tampico, senza però cambiamento di nome né traslazione della cattedrale.
Inizialmente suffraganea dell'arcidiocesi di Città del Messico, il 23 giugno 1891 è entrata a far parte della provincia ecclesiastica di Linares.
Il 24 novembre 1922 e il 16 febbraio 1958 cedette porzioni del suo territorio a vantaggio dell'erezione rispettivamente delle diocesi di Papantla e di Huejutla, e della diocesi di Matamoros (oggi diocesi di Matamoros-Reynosa).
Il 25 febbraio 1958 la diocesi ha assunto il nome attuale in forza del decreto Quum dioecesis della Congregazione Concistoriale.
Il 9 giugno 1962 e il 21 dicembre 1964 ha ceduto altre porzioni di territorio a vantaggio dell'erezione rispettivamente delle diocesi di Tuxpan e di Ciudad Victoria; quest'ultima era la città della prima sede episcopale, che dunque venne a trovarsi fuori dal territorio della diocesi originaria.
Il 3 aprile 1986, con la lettera apostolica Angelorum Regina, papa Giovanni Paolo II ha confermato la Beata Maria Vergine, venerata con il titolo dell'Immacolata Concezione, patrona principale della diocesi.

## Cronotassi dei vescovi
Si omettono i periodi di sede vacante non superiori ai 2 anni o non storicamente accertati.
- Francisco de la Concepción Ramírez y González, O.F.M. † (13 agosto 1861 - 18 giugno 1869 deceduto)[2]
- José María Ignacio Montes de Oca y Obregón † (6 marzo 1871 - 19 settembre 1879 nominato vescovo di Linares o Nueva León)
- José Ignacio Eduardo Sánchez y Camacho † (27 febbraio 1880 - 3 ottobre 1896 dimesso)[3]
- Filemón Fierro y Terán † (29 marzo 1897 - 7 luglio 1905 deceduto)
  - Sede vacante (1905-1909)
- José de Jesús Guzmán y Sánchez † (12 novembre 1909 - 20 gennaio 1914 deceduto)
  - Sede vacante (1914-1919)
- José Guadalupe Ortiz y López † (24 gennaio 1919 - 8 giugno 1923 nominato vescovo di Chilapa)
- Serafín María Armora y González † (3 agosto 1923 - 15 ottobre 1955 deceduto)
- Ernesto Corripio y Ahumada † (25 febbraio 1956 - 25 luglio 1967 nominato arcivescovo di Antequera)
- Arturo Antonio Szymanski Ramírez † (13 agosto 1968 - 27 gennaio 1987 nominato vescovo di San Luis Potosí)
- Rafael Gallardo García, O.S.A. † (21 maggio 1987 - 27 dicembre 2003 ritirato)
- José Luis Dibildox Martínez † (27 dicembre 2003 - 20 luglio 2018 ritirato)[4]
- José Armando Álvarez Cano (11 maggio 2019 - 25 gennaio 2025 nominato arcivescovo coadiutore di Morelia)
  - Oscar Efraín Tamez Villarreal,[1] dal 17 marzo 2025 (amministratore apostolico)

## Statistiche
La diocesi nel 2022 su una popolazione di 1.014.000 persone contava 944.000 battezzati, corrispondenti al 93,1% del totale.
| anno | popolazione | popolazione | popolazione | presbiteri | presbiteri | presbiteri | presbiteri                | diaconi | religiosi | religiosi | parrocchie |
| anno | battezzati  | totale      | %           | numero     | secolari   | regolari   | battezzati per presbitero | diaconi | uomini    | donne     | parrocchie |
| ---- | ----------- | ----------- | ----------- | ---------- | ---------- | ---------- | ------------------------- | ------- | --------- | --------- | ---------- |
| 1950 | 460.000     | 490.000     | 93,9        | 71         | 66         | 5          | 6.478                     |         | 5         | 115       | 29         |
| 1966 | 349.830     | 388.745     | 90,0        | 58         | 43         | 15         | 6.031                     |         | 15        | 148       | 19         |
| 1970 | 380.000     | 400.000     | 95,0        | 57         | 43         | 14         | 6.666                     |         | 14        | 140       | 26         |
| 1976 | 526.156     | 555.977     | 94,6        | 64         | 48         | 16         | 8.221                     |         | 20        | 124       | 30         |
| 1980 | 545.000     | 638.000     | 85,4        | 65         | 47         | 18         | 8.384                     |         | 22        | 100       | 35         |
| 1990 | 778.000     | 830.000     | 93,7        | 79         | 63         | 16         | 9.848                     |         | 18        | 130       | 47         |
| 1999 | 1.016.610   | 1.081.500   | 94,0        | 110        | 93         | 17         | 9.241                     |         | 25        | 165       | 53         |
| 2000 | 1.108.000   | 1.181.200   | 93,8        | 106        | 94         | 12         | 10.452                    |         | 20        | 166       | 54         |
| 2001 | 1.116.610   | 1.181.200   | 94,5        | 114        | 100        | 14         | 9.794                     |         | 21        | 164       | 58         |
| 2002 | 1.110.620   | 1.183.640   | 93,8        | 111        | 97         | 14         | 10.005                    |         | 20        | 158       | 58         |
| 2003 | 1.111.080   | 1.183.840   | 93,9        | 119        | 105        | 14         | 9.336                     |         | 19        | 158       | 61         |
| 2004 | 1.111.645   | 1.193.840   | 93,1        | 109        | 96         | 13         | 10.198                    |         | 20        | 145       | 62         |
| 2010 | 1.150.000   | 1.234.000   | 93,2        | 125        | 103        | 22         | 9.200                     |         | 24        | 128       | 64         |
| 2013 | 1.178.000   | 1.265.000   | 93,1        | 137        | 123        | 14         | 8.598                     |         | 16        | ?         | 67         |
| 2014 | ?           | 1.278.000   | ?           | 132        | 115        | 17         | ?                         |         | 18        | 114       | 68         |
| 2015 | 1.203.000   | 1.292.000   | 93,1        | 127        | 110        | 17         | 9.472                     |         | 18        | 114       | 68         |
| 2017 | 906.140     | 972.800     | 93,1        | 130        | 114        | 16         | 6.970                     |         | 18        | 108       | 68         |
| 2020 | 900.635     | 966.877     | 93,1        | 132        | 114        | 18         | 6.822                     |         | 30        | 112       | 68         |
| 2022 | 944.000     | 1.014.000   | 93,1        | 136        | 115        | 21         | 6.941                     |         | 48        | 92        | 72         |